# ゲット・ボーン
『ゲット・ボーン』（Get Born）は、オーストラリアのロック・バンド、ジェットが2003年に発表した初のスタジオ・アルバム。

## 解説
本作収録曲のうち「ロールオーヴァー・D.J.」「ムーヴ・オン」「コールド・ハード・ビッチ」「テイク・イット・オア・リーヴ・イット」は、メジャー・デビュー前の2002年にRubber Recordsから発表された「ダーティー・スウィート EP」収録曲の別ミックスである。
バンドの母国オーストラリアでは、2003年9月28日付のARIAアルバム・チャートで初登場3位となり、同年の年間チャートでは48位。その後もセールスを伸ばし、2004年5月には2週連続1位を獲得して、2004年の年間アルバム・チャートで1位となった。また、ARIAミュージック・アワードでは本作でアルバム・オブ・ザ・イヤー、ベスト・グループ、ベスト・ロック・アルバム、ブレイクスルー・アーティストの4部門を受賞し、本作からの先行シングル「アー・ユー・ゴナ・ビー・マイ・ガール」でシングル・オブ・ザ・イヤー部門を受賞した。
アメリカではBillboard 200で26位に達し、2004年5月にはRIAAによりプラチナ・ディスクに認定された。日本のオリコンチャートでは最高位こそ43位に終わるが、49週チャート・インするロング・セラーとなった。

## 収録曲
特記なき楽曲はニック・セスターとキャメロン・マンシーの共作。
1. ラスト・チャンス "Last Chance" (Chris Cester, Cameron Muncey) – 1:52
2. アー・ユー・ゴナ・ビー・マイ・ガール "Are You Gonna Be My Girl" – 3:33
3. ロールオーヴァー・D.J. "Rollover D.J." (N. Cester, C. Cester) – 3:16
4. ルック・ホワット・ユーヴ・ダン "Look What You've Done" (N. Cester) – 3:50
5. ゲット・ホワット・ユー・ニード "Get What You Need" (N. Cester, C. Cester, C. Muncey) – 4:07
6. ムーヴ・オン "Move On" (N. Cester, C. Cester) – 4:20
7. レディオ・ソング "Radio Song" (N. Cester, C. Cester, C. Muncey) – 4:32
8. ゲット・ミー・アウタ・ヒア "Get Me Outta Here" (N. Cester, C. Cester) – 2:56
9. コールド・ハード・ビッチ "Cold Hard Bitch" (N. Cester, C. Cester, C. Muncey) – 4:03
10. カム・アラウンド・アゲイン "Come Around Again" – 4:30
11. テイク・イット・オア・リーヴ・イット "Take It Or Leave It" – 2:22
12. レイジー・ガン "Lazy Gun" (N. Cester, C. Cester) – 4:42
13. ティモシー "Timothy" (C. Cester) – 4:30

### 日本盤ボーナス・トラック
1. ヘイ・キッズ "Hey Kids" – 2:59

## 参加ミュージシャン
- ニック・セスター - ボーカル、ギター
- キャメロン・マンシー - ギター、ボーカル、バッキング・ボーカル
- マーク・ウィルソン - ベース、ピアノ、ハーモニカ
- クリス・セスター - ドラムス、パーカッション、バッキング・ボーカル

アディショナル・ミュージシャン
- ビリー・プレストン - キーボード(on #3, #10)
- ロジャー・ジョセフ・マニング・ジュニア - キーボード(on#5, #7, #8, #13)
- アンドレ・ウォーハースト - スライドギター(on #6)
- デイヴ・サーディ - ギター(on #2)、スライドギター(on #12)、タンブリン
- クリッシー・C - タンブリン